# Portugal op de Olympische Zomerspelen 1952
Portugal nam deel aan de Olympische Zomerspelen 1952 in Helsinki, Finland. Voor het eerst namen Portugese vrouwen deel aan de Spelen.

## Medailleoverzicht
| Sport  | Olympiër             | Onderdeel   | Medaille |
| ------ | -------------------- | ----------- | -------- |
| Zeilen | Francisco de Andrade | star klasse | Brons    |

## Deelnemers en resultaten

### Atletiek
| Olympiër                                                                                            | Onderdeel              | Resultaat | Prestatie |
| --------------------------------------------------------------------------------------------------- | ---------------------- | --------- | --- |
| Rui Maia                                                                                            | 100m (m)               | 69e       | serie 11: 6de in 11,79 |
| Tomás Paquete                                                                                       | 100m (m)               | 57e       | serie 5: 5de in 11,45 |
| Fernando Casimiro                                                                                   | 200m (m)               | 56e       | serie 15: 4de in 22,72 |
| Álvaro Dias                                                                                         | 200m (m)               | DNS       | serie 3: niet gestart |
| Eugénio Eleutério                                                                                   | 200m (m)               | 68e       | serie 5: 5de in 23,37 |
| Fernando Casimiro                                                                                   | 400m (m)               | 67e       | serie 6: 7de in 52,33 |
| Fernando Fernandes                                                                                  | 400m horden (m)        | 36e       | serie 7: 4de in 56,80 |
| Tomás Paquete Fernando Casimiro Eugénio Eleutério Rui Maia Álvaro Dias Fernando Fernandes Rui Ramos | 4x100m (m)             | 18e       | serie 1: 6de in 42,80 |
| Álvaro Dias                                                                                         | verspringen (m)        | DNS       | kwalificatie groep A: niet gestart |
| Eugénio Lopes                                                                                       | hink-stap-springen (m) | 27e       | kwalificatie groep A: 13de met 14,05m |
| Rui Ramos                                                                                           | hink-stap-springen (m) | 12e       | kwalificatie groep B: 7de met 14,59m finale: 12de met 14,69m |
| Fernando Fernandes                                                                                  | tienkamp (m)           | 16e       | 100m: 12de in 11,54 verspringen: 16de met 6,52m kogelstoten: 22ste met 11,20m hoogspringen: 14de met 1,70m 400m: 7de in 51,23 110m horden: 6de in 16,08 discuswerpen: 18de met 34,27m polsstokhoogspringen: 22ste met 3,00m speerwerpen: 20ste met 43,55m 1500m: 3de in 4.37,32 totaal: 5604 punten |

### Moderne vijfkamp
| Olympiër                                 | Onderdeel       | Resultaat | Prestatie |
| ---------------------------------------- | --------------- | --------- | --- |
| Ricardo Durão                            | individueel (m) | 41e       | paardensport:' 31ste met 83 punten schermen: 16de met 25 overwinningen schietsport: 35ste met 173 punten zwemmen: 48ste in 7.07,7 atletiek: 49ste in 18.04,5 totaal: 179 punten        |
| António Jonet                            | individueel (m) | 48e       | paardensport:' 48ste met 247 strafpunten schermen: 26ste met 22 overwinningen schietsport: 43ste met 160 punten zwemmen: 47ste in 6.16,3 atletiek: 46ste in 17.46,8 totaal: 210 punten |
| José Pereira                             | individueel (m) | 46e       | paardensport:' 21ste met 97 punten schermen: 48ste met 14 overwinningen schietsport: 31ste met 170 punten zwemmen: 49ste in 7.26,2 atletiek: 48ste in 18.04,2 totaal: 197 punten       |
| Ricardo Durão José Pereira António Jonet | team (m)        | 15e       | paardensport:' 12de met 96 punten schermen: 9de met 86 punten schietsport: 14de met 103 punten zwemmen: 15de met 32 punten atletiek: 15de met 129 punten totaal: 546 punten            |

### Paardensport
| Olympiër                                                            | Onderdeel   | Resultaat | Prestatie |
| Dressuur                                                            | Dressuur    | Dressuur  | Dressuur |
| ------------------------------------------------------------------- | ----------- | --------- | --- |
| Fernando Paes                                                       | individueel | 26e       | 346,0 punten |
| Francisco Valadas Júnior                                            | individueel | 21e       | 422,0 punten |
| António, Visconde de Mozelos                                        | individueel | 20e       | 428,5 punten |
| António, Visconde de Mozelos Francisco Valadas Júnior Fernando Paes | team        | 8e        | 1196,5 punten |
| Eventing                                                            |             |           | |
| Fernando Cavaleiro                                                  | individueel | 19e       | dressuur: 40ste met 159 strafpunten cross-country: 18de met 14 strafpunten springconcours: 10de met 10 strafpunten totaal: 183 strafpunten       |
| António de Almeida                                                  | individueel | 23e       | dressuur: 49ste met 173,20 strafpunten cross-country: 23ste met 43 strafpunten springconcours: 1ste met 0 strafpunten totaal: 216,20 strafpunten |
| Joaquim Silva                                                       | individueel | 24e       | dressuur: 51ste met 173,80 strafpunten cross-country: 24ste met 45 strafpunten springconcours: 1ste met 0 strafpunten totaal: 218,80 strafpunten |
| Fernando Cavaleiro António de Almeida Joaquim Silva                 | team        | 4e        | dressuur: 16de met 506 strafpunten cross-country: 3de met 102 strafpunten springconcours: 2de met 10 strafpunten totaal: 618,00 strafpunten      |
| Springconcours                                                      |             |           | |
| Henrique Callado                                                    | individueel | 16e       | 1ste ronde: 12de met 8 strafpunten 2de ronde: 25ste met 12 strafpunten totaal: 20 strafpunten                                                    |
| José Carvalhosa                                                     | individueel | 25e       | 1ste ronde: 2de met 4 strafpunten 2de ronde: 38ste met 20 strafpunten totaal: 24 strafpunten                                                     |
| João Lopes                                                          | individueel | 16e       | 1ste ronde: 21ste met 12 strafpunten 2de ronde: 13de met 8 strafpunten totaal: 20 strafpunten                                                    |
| Henrique Callado João Lopes José Carvalhosa                         | team        | 8e        | 1ste ronde: 2de met 24 strafpunten 2de ronde: 11de met 40 strafpunten totaal: 64 strafpunten                                                     |

### Roeien
| Olympiër | Onderdeel | Resultaat | Prestatie                                          |
| --- | --------- | --------- | -------------------------------------------------- |
| Felisberto Fortes Albino Simões Neto Manuel Regala João Cravo João Alberto Lemos Carlos da Benta João da Paula Zacarias Andias José Pinheiro | acht (m)  | 13e       | serie 2: 5de in 6.30,8 herkansingen: 3de in 6.25,3 |

### Schermen
| Olympiër                                                                              | Onderdeel      | Resultaat | Prestatie |
| ------------------------------------------------------------------------------------- | -------------- | --------- | --- |
| Carlos Dias                                                                           | degen (m)      | 42e       | 1ste ronde groep 8: 3de met 3 overwinningen kwartfinale 5: 9de met 1 overwinning                                           |
| Mário Mourão                                                                          | degen (m)      | 17e       | 1ste ronde groep 2: 3de met 4 overwinningen kwartfinale 2: 4de met 4 overwinningen halve finale 1: 9de met 2 overwinningen |
| Álvaro Pinto                                                                          | degen (m)      | 41e       | 1ste ronde groep 6: 1ste met 6 overwinningen kwartfinale 1: 9de met 0 overwinningen                                        |
| Álvaro Pinto Carlos Dias Mário Mourão Francisco Uva João Costa Álvaro Silva           | degen team (m) | 16e       | 1ste ronde groep 4: 3de V van België: 6-9 V van Denemarken: 4-8                                                            |
| José Ferreira                                                                         | sabel (m)      | 61e       | 1ste ronde groep 5: 7de met 1 overwinning                                                                                  |
| João Pessanha                                                                         | sabel (m)      | 64e       | 1ste ronde groep 2: 8ste met 0 overwinningen                                                                               |
| Álvaro Silva                                                                          | sabel (m)      | 53e       | 1ste ronde groep 7: 6de met 2 overwinningen                                                                                |
| Álvaro Silva José Ferreira Augusto Barreto Jorge Franco João Pessanha Manuel Sardinha | sabel team (m) | 17e       | 1ste ronde groep 5: 3de V van Hongarije: 1-15 V van Argentinië: 5-9                                                        |

### Schietsport
| Olympiër        | Onderdeel                  | Resultaat | Prestatie                  |
| --------------- | -------------------------- | --------- | -------------------------- |
| Luís Howorth    | 50m geweer 3 houdingen (m) | 31e       | 1114 punten: (359-362-393) |
| Joaquim Sampaio | 50m geweer 3 houdingen (m) | 37e       | 1095 punten: (349-365-381) |
| Luís Howorth    | 50m geweer liggend (m)     | 37e       | 393 punten: (98-98-97-100) |
| Joaquim Sampaio | 50m geweer liggend (m)     | 55e       | 381 punten: (98-95-93-95)  |
| Albino de Jesus | 25m snelvuurpistool (m)    | 44e       | 530 punten: (272-258)      |
| Rogério Tavares | 25m snelvuurpistool (m)    | 21e       | 556 punten: (284-272)      |

### Turnen
| Olympiër                                                                                         | Onderdeel                | Resultaat | Prestatie |
| ------------------------------------------------------------------------------------------------ | ------------------------ | --------- | --- |
| Raúl Caldeira                                                                                    | brug (m)                 | 173e      | 13,25 punten |
| Manuel Cardoso                                                                                   | brug (m)                 | 179e      | 10,00 punten |
| Manuel Robalo Gouveia                                                                            | brug (m)                 | 164e      | 14,95 punten |
| Joaquim Granger                                                                                  | brug (m)                 | 139e      | 16,25 punten |
| António Leite                                                                                    | brug (m)                 | 177e      | 12,85 punten |
| Manuel Prazeres                                                                                  | brug (m)                 | 175e      | 13,15 punten |
| Raúl Caldeira                                                                                    | paard voltige (m)        | 169e      | 11,45 punten |
| Manuel Cardoso                                                                                   | paard voltige (m)        | 173e      | 10,85 punten |
| Manuel Robalo Gouveia                                                                            | paard voltige (m)        | 167e      | 11,65 punten |
| Joaquim Granger                                                                                  | paard voltige (m)        | 171e      | 11,30 punten |
| António Leite                                                                                    | paard voltige (m)        | 157e      | 12,85 punten |
| Manuel Prazeres                                                                                  | paard voltige (m)        | 113e      | 15,80 punten |
| Raúl Caldeira                                                                                    | rekstok (m)              | 126e      | 16,15 punten |
| Manuel Cardoso                                                                                   | rekstok (m)              | 176e      | 10,10 punten |
| Manuel Robalo Gouveia                                                                            | rekstok (m)              | 109e      | 16,75 punten |
| Joaquim Granger                                                                                  | rekstok (m)              | 145e      | 15,20 punten |
| António Leite                                                                                    | rekstok (m)              | 174e      | 10,25 punten |
| Manuel Prazeres                                                                                  | rekstok (m)              | 171e      | 11,30 punten |
| Raúl Caldeira                                                                                    | ringen (m)               | 178e      | 11,10 punten |
| Manuel Cardoso                                                                                   | ringen (m)               | 181e      | 9,80 punten |
| Manuel Robalo Gouveia                                                                            | ringen (m)               | 131e      | 16,00 punten |
| Joaquim Granger                                                                                  | ringen (m)               | 107e      | 17,05 punten |
| António Leite                                                                                    | ringen (m)               | 159e      | 15,15 punten |
| Manuel Prazeres                                                                                  | ringen (m)               | 177e      | 12,60 punten |
| Raúl Caldeira                                                                                    | sprong (m)               | 172e      | 14,55 punten |
| Manuel Cardoso                                                                                   | sprong (m)               | 184e      | 5,65 punten |
| Manuel Robalo Gouveia                                                                            | sprong (m)               | 110e      | 17,65 punten |
| Joaquim Granger                                                                                  | sprong (m)               | 178e      | 13,25 punten |
| António Leite                                                                                    | sprong (m)               | 180e      | 11,25 punten |
| Manuel Prazeres                                                                                  | sprong (m)               | 142e      | 16,90 punten |
| Raúl Caldeira                                                                                    | vloer (m)                | 129e      | 16,30 punten |
| Manuel Cardoso                                                                                   | vloer (m)                | 159e      | 15,10 punten |
| Manuel Robalo Gouveia                                                                            | vloer (m)                | 126e      | 16,35 punten |
| Joaquim Granger                                                                                  | vloer (m)                | 153e      | 15,45 punten |
| António Leite                                                                                    | vloer (m)                | 151e      | 15,50 punten |
| Manuel Prazeres                                                                                  | vloer (m)                | 166e      | 14,75 punten |
| Raúl Caldeira                                                                                    | individuele meerkamp (m) | 174e      | 82,80 punten |
| Manuel Cardoso                                                                                   | individuele meerkamp (m) | 183e      | 61,50 punten |
| Manuel Robalo Gouveia                                                                            | individuele meerkamp (m) | 146e      | 93,35 punten |
| Joaquim Granger                                                                                  | individuele meerkamp (m) | 162e      | 88,50 punten |
| António Leite                                                                                    | individuele meerkamp (m) | 178e      | 77,85 punten |
| Manuel Prazeres                                                                                  | individuele meerkamp (m) | 173e      | 84,50 punten |
| Manuel Robalo Gouveia Joaquim Granger Manuel Prazeres Raúl Caldeira António Leite Manuel Cardoso | meerkamp team (m)        | 23e       | vloer: 21ste met 78,85 punten sprong: 23ste met 73,60 punten brug: 23ste met 70,45 punten rekstok: 23ste met 70,15 punten ringen: 23ste met 72,10 punten paard voltige: 23ste met 63,50 punten totaal: 428,65 punten |
|                                                                                                  |                          |           | |
| Maria Amorim                                                                                     | balk (v)                 | 106e      | 16,20 punten |
| Natália Cunha e Silva                                                                            | balk (v)                 | 128e      | 14,52 punten |
| Dália da Cunha                                                                                   | balk (v)                 | 96e       | 16,50 punten |
| Maria Amorim                                                                                     | brug (v)                 | 131e      | 12,50 punten |
| Natália Cunha e Silva                                                                            | brug (v)                 | 129e      | 13,79 punten |
| Dália da Cunha                                                                                   | brug (v)                 | 123e      | 14,69 punten |
| Maria Amorim                                                                                     | sprong (v)               | 86e       | 17,36 punten |
| Natália Cunha e Silva                                                                            | sprong (v)               | 133e      | 7,56 punten |
| Dália da Cunha                                                                                   | sprong (v)               | 86e       | 17,36 punten |
| Maria Amorim                                                                                     | vloer (v)                | 122e      | 16,23 punten |
| Natália Cunha e Silva                                                                            | vloer (v)                | 133e      | 14,29 punten |
| Dália da Cunha                                                                                   | vloer (v)                | 113e      | 16,53 punten |
| Maria Amorim                                                                                     | individuele meerkamp (v) | 124e      | 62,29 punten |
| Natália Cunha e Silva                                                                            | individuele meerkamp (v) | 133e      | 50,16 punten |
| Dália da Cunha                                                                                   | individuele meerkamp (v) | 109e      | 65,08 punten |

### Waterpolo
| Olympiër | Onderdeel | Resultaat | Prestatie                                                        |
| --- | --------- | --------- | ---------------------------------------------------------------- |
| Máximo Couto Armando Moutinho Francisco Alves João Franco do Vale Rodrigo Bessone Basto Júnior Fernando Madeira Eduardo Barbeiro Óscar Cabral José Manuel Correia Guilherme Patrone Eurico Surgey | mannen    | 17e       | 1ste ronde: V van Egypte: 0-10 herkansingen: V van Brazilië: 2-6 |

### Zeilen
| Olympiër                                                                          | Onderdeel     | Resultaat | Prestatie                          |
| --------------------------------------------------------------------------------- | ------------- | --------- | ---------------------------------- |
| Mario Gentil Quina                                                                | finn          | 17e       | 2787 punten: (18-DNF-17-7-6-7-DNF) |
| Joaquim Fiúza Francisco de Andrade                                                | star klasse   | Brons     | 4903 punten: (4-8-3-3-5-DNF-3)     |
| João Tito Carlos Lourenço Alberto Graça                                           | draken klasse | 8e        | 2782 punten: (6-11-12-9-3-10-9)    |
| Duarte de Almeida Bello Fernando Pinto Coelho Bello Júlio De Sousa Leite Gourinho | 5,5m klasse   | 4e        | 4450 punten: (6-4-5-1-8-4-5)       |

### Zwemmen
| Olympiër          | Onderdeel           | Resultaat | Prestatie               |
| ----------------- | ------------------- | --------- | ----------------------- |
| Fernando Madeira  | 100m vrije slag (m) | 48e       | serie 4: 6de in 1.02,6  |
| Guilherme Patrone | 100m vrije slag (m) | 52e       | serie 7: 6de in 1.03,7  |
| Fernando Madeira  | 400m vrije slag (m) | 36e       | serie 8: 6de in 5.08,6  |
| Eduardo Barbeiro  | 100m rugslag (m)    | 30e       | serie 5: 6de in 1.13,0  |
| Eurico Surgey     | 100m rugslag (m)    | 32e       | serie 2: 7de in 1.13,7  |
| Eduardo Barbeiro  | 200m schoolslag (m) | 39e       | serie 6: 8ste in 3.04,6 |

## Officials
- César de Melo (chef de mission)
- G. Brito Capelo (roeien)
- M. Saraiva Lobo (roeien)

Argentinië · Australië · Bahama's · België · Bermuda · Birma · Brazilië · Brits-Guiana · Bulgarije · Canada · Ceylon · Chili · China · Cuba · Denemarken · Duitsland · Egypte · Filipijnen · Finland · Frankrijk · Goudkust · Griekenland · Groot-Brittannië · Guatemala · Hongarije · Hongkong · Ierland · IJsland · India · Indonesië · Iran · Israël · Italië · Jamaica · Japan · Joegoslavië · Libanon · Liechtenstein · Luxemburg · Mexico · Monaco · Nederland · Nederlandse Antillen · Nieuw-Zeeland · Nigeria · Noorwegen · Oostenrijk · Pakistan · Panama · Polen · Portugal · Puerto Rico · Roemenië · Saarland · Singapore ·  Sovjet-Unie · Spanje · Thailand · Trinidad en Tobago · Tsjecho-Slowakije · Turkije · Uruguay · Venezuela · Verenigde Staten · Vietnam · Zuid-Afrika · Zuid-Korea · Zweden · Zwitserland